# Гладишевський Роман Євгенович
Гладишевський Роман Євгенович (нар. 19 вересня 1958, Львів) — український вчений у галузі кристалохімії неорганічних сполук, доктор хімічних наук, професор, академік НАН України, академік Академії наук вищої школи України, Лауреат Державної премії України в галузі науки і техніки, Заслужений діяч науки і техніки України, завідувач кафедри неорганічної хімії, ректор Львівського національного університету імені Івана Франка.

## Життєпис
Народився 19 вересня 1958 року у Львові. У 1980 році закінчив з відзнакою хімічний факультет Львівського державного університету імені Івана Франка та отримав кваліфікацію «хімік. Викладач хімії». У 1980—1981 роках — інженер Науково-дослідного інституту матеріалів (м. Львів), у 1982—1988 роках — аспірант, інженер, старший науковий співробітник кафедри загальної хімії Львівського політехнічного інституту. У 1987 році захистив кандидатську дисертацію «Фазові рівноваги та кристалічна структура сполук у системах РЗМ–Co–Ga, де РЗМ — метал ітрієвої підгрупи». У 1988—1990 роках — старший науковий співробітник кафедри фізики напівпровідників Львівського університету. Впродовж наступних восьми років (1990—1997 роки) працював науковим співробітником лабораторії кристалографії та кафедри фізики твердого тіла Женевського університету (Швейцарія), професором лабораторії структури матеріалів Університету Савуа (м. Ансі, Франція). У 1997 році вступив у докторантуру кафедри неорганічної хімії Львівського університету. У 2001 році захистив докторську дисертацію «Інтерметаліди та оксиди: від ідеальної до реальної кристалічної структури». У 2000—2005 роках — доцент (вчене звання присвоєно у 2004 році), професор (вчене звання присвоєно у 2008 році), з 2006 року — завідувач кафедри неорганічної хімії Львівського національного університету імені Івана Франка. У 2014—2025 роках — проректор з наукової роботи Львівського національного університету імені Івана Франка. У 2012 році обраний членом-кореспондентом, у 2021 році — дійсним членом (академіком) Національної академії наук України зі спеціальності «Кристалохімія».

## Наукові досягнення
Науково-організаційна діяльність професора Р. Є. Гладишевського спрямована на систематичні дослідження взаємодії компонентів у металічних системах, кристалічної структури інтерметалічних сполук і скерована на подальше зміцнення наукової школи «Кристалохімія», яку він очолює з 2006 року.
Наукові інтереси професора Р. Є. Гладишевського поєднують вивчення діаграм стану систем, кристалічної структури та хімічних і фізичних властивостей з метою встановлення взаємозв'язку між складом, структурою та властивостями неорганічних сполук, зокрема інтерметалідів і високотемпературних надпровідників. На сьогодні за його участю вивчено фазові рівноваги в 150 багатокомпонентних системах, синтезовано понад 990 нових неорганічних сполук і визначено їхню кристалічну структуру, відкрито 96 нових структурних типів і досліджено комплекс фізичних властивостей, в тому числі електричних, магнітних, понад 420 сполук і матеріалів на їхній основі. Особливу увагу приділено алюмінідам, галідам, силіцидам і германідам, які містять рідкісноземельні елементи, та багатокомпонентним купратам. Основні методи дослідження базуються на рентгенівській порошковій та монокристальній дифракціях. Р. Є. Гладишевський розробив підходи до «цілісного погляду» на кристалічні неорганічні речовини, що застосовується у базі даних PAULING FILE (Inorganic Materials Database), здійснив класифікацію структурних типів неорганічних сполук (Gmelin Handbook) і високотемпературних надпровідників (Academic Press), запропонував кристалохімічний алгоритм експериментальних досліджень діаграм стану, нові схеми взаємозв'язків між структурними типами та методи структурного аналізу з врахуванням особливостей реальних структур (визначив структуру низки модульованих і композитних фаз), розробив нові методи синтезу надпровідної кераміки Ві-2212 та Bi-2223 та технології виготовлення надпровідних стрічок на основі Tl-1223, створив нові матеріали на основі інтерметалідів.
Професор Р. Є. Гладишевський — співавтор серій монографій видавництв Springer-Verlag, Landolt-Börnstein і Walter de Gruyter, присвячених систематиці кристалічних структур неорганічних сполук. Усього у співавторстві опублікував 23 томи монографій, 4 оглядові статті, 410 наукових статей та тези 605 доповідей на конференціях, отримав 19 патентів. На актуальність, високий рівень наукових досліджень, конкурентоспроможність отриманих результатів вказують численні публікації в рейтингових журналах, а також індекс цитованості праць професора Р. Є. Гладишевського: h-індекс = 22 за Scopus (кількість публікацій 177, кількість цитувань 1590); h-індекс = 22 за Web of Science (кількість публікацій 139, кількість цитувань 1529); h-індекс = 29 за Google Scholar (кількість цитувань 3682). Керує науково-дослідними темами коштом державного бюджету, а також грантами Міжнародного центру дифракційних даних (ICDD, США) та Компанії «Матеріал Фази Дані Система» (MPDS, Швейцарія), спільними дослідженнями з вченими Інституту загальної та неорганічної хімії ім. В. І. Вернадського НАН України (м. Київ), Інституту проблем матеріалознавства ім. І. М. Францевича НАН України (м. Київ), Фізико-механічного інституту ім. Г. В. Карпенка НАН України (м. Львів), Навчально-наукового інституту «Український державний хіміко-технологічний університет» (м. Дніпро), Інституту хімічної фізики твердого тіла Товариства Макса Планка (м. Дрезден, Німеччина), Технічного університету м. Мюнхен (Німеччина), Інституту низьких температур і структурних досліджень ім. В. Тшебятовські ПАН (м. Вроцлав, Польща), Карлового університету (м. Прага, Чехія), Університету Савуа (м. Ансі, Франція), Женевського університету (Швейцарія) в галузі кристалохімії неорганічних сполук.
Сьогодні професор Р. Є. Гладишевський викладає лекційні курси «Неорганічна хімія» та «Кристалохімія» у Львівському університеті; викладав лекційний курс «Кристалографія» в Університеті Савуа (м. Ансі, Франція). Автор/співавтор актуальних програм навчальних дисциплін спеціальності 102 Хімія: «Неорганічна хімія», «Кристалохімія», «Розрахункові методи в хімії та матеріалознавстві» та «Методи визначення кристалічної будови речовини» (для підготовки бакалавра), «Прикладна кристалохімія», «Функціональні матеріали» та «Фізичні властивості неорганічних матеріалів» (для підготовки магістра), «Системи з унікальними фізичними властивостями» та «Сучасні тенденції в хімії» (для підготовки доктора філософії). Він є гарантом освітньо-наукової програми підготовки доктора філософії за спеціальністю 102 Хімія у Львівському університеті, якій Національне агентство із забезпечення якості вищої освіти у 2020 році присвоїло зразковий рівень акредитації. Підготував 31 навчально-методичну розробку, у тому числі посібники з кристалохімії українською, англійською та французькою мовами. Систематично керує магістерськими роботами. У 2007—2015 роках співкерував студентською програмою в рамках стипендії Леонарда Ейлера фонду DAAD (Технічний університет м. Мюнхен, Німеччина). Спільно з компанією «Матеріал Фази Дані Система» (MPDS, Швейцарія) в рамках проєкту «Підготовка фахівців в галузі природничих наук» організував курси «Phase Diagrams and Phase Transitions» (англійською мовою) провідного дослідника кафедри фізики квантового стану Женевського університету (Швейцарія) доктора Е. Джанніні та «Структурна хімія для матеріалознавців» почесного директора Інституту хімічної фізики твердого тіла Товариства Макса Планка (м. Дрезден, Німеччина) професора Ю. Гриня. У 2010 році обраний академіком АН вищої освіти України, у 2015 році — академіком АН вищої школи України.
Професор Р. Є. Гладишевський — керівник 18 кандидатських дисертацій і дисертацій доктора філософії та консультант 2 докторських дисертацій, захищених у Львівському університеті, а також консультант 5 дисертацій, захищених закордоном. Співкерівник двосторонньої українсько-німецької програми для аспірантів Львівського національного університету імені Івана Франка та Інституту хімічної фізики твердого тіла Товариства Макса Планка (м. Дрезден, Німеччина, 2012—2016 роки). Виступав на міжнародних конференціях з пленарними доповідями, зокрема International Workshop on Tl and Hg Based Superconducting Materials (м. Кембридж, Англія, 1997), Annual Meeting of American Crystallographic Association (м. Сент-Луїс, США, 1997), XLVI Zjazd Polskiego Towarzystwa Chemiczhego (м. Люблін, Польща, 2003), 15, 16, 19, 21, 22 International Conference on Solid Compounds of Transition Elements (м. Краків, Польща, 2006, м. Дрезден, Німеччина, 2008, м. Генуя, Італія, 2014, м. Відень, Австрія, 2018, м. Вроцлав, Польща, 2021), XXXV Journées d'Etude des Equilibres entre Phases (м. Ансі, Франція, 2009), XV International Seminar on Physics and Chemistry of Solids (м. Шклярска Поремба, Польща, 2009), 65 Konwersatorium Krystalograficzne (м. Вроцлав, Польща, 2024). Виступав з доповідями на International Conference on Innovation and Development of International Education (м. Пекін, Китай, 2016), Зборах Світового Конґресу Українців (м. Київ, 2016), засіданні Польської академії мистецтв (м. Краків, Польща, 2020, онлайн), воркшопі «Перебудова науки, освіти та інновацій в Україні», який був організований Національними академіями наук, інженерії і медицини США (2022, онлайн), семінарі кафедри освіти Оксфордського університету (Великобританія, 2024, онлайн). Загалом взяв участь у роботі 214 наукових форумів. Виступив з ініціативою щодо присвоєння лауреату Нобелівської премії в галузі хімії, професору Корнельського університету (США) Роалду Гоффману звання Doctor Honoris Causa Львівського національного університету імені Івана Франка за визначний внесок у розвиток світової науки, зміцнення авторитету України у міжнародному співтоваристві та активну співпрацю з Львівською кристалохімічною школою.

## Громадська діяльність
Р. Є. Гладишевський — член Наукової ради Міністерства освіти і науки України (з 2023); член (з 2006), голова (з 2022) експертної ради МОН України з питань атестації наукових кадрів з хімічних наук та хімічних технологій; член комісії з питань наукових об'єктів, що становлять національне надбання МОН України (з 2020); член (з 2003), заступник голови (з 2024) Наукової ради з проблеми «Неорганічна хімія» НАН України; член Науково-координаційної ради Секції хімічних і біологічних наук НАН України (з 2022); член постійної комісії за науковими напрямами Секції хімічних і біологічних наук НАН України (з 2020); член Комітету з Національної премії України імені Бориса Патона (з 2015); керівник наукової секції «Хімія та хімічні технології» Західного наукового центру НАН України і МОН України (з 2017); голова Комітету кристалографів України (з 2004); головний редактор міжнародного журналу «Chemistry of Metals and Alloys — Хімія металів і сплавів» (Львівський національний університет імені Івана Франка), заступник головного редактора «Український хімічний журнал» (Інститут загальної та неорганічної хімії ім. В. І. Вернадського НАН України, м. Київ) та «Праці наукового товариства імені Шевченка», член редколегій «Вісник Львівського університету, Cерія хімічна», «Фізика і хімія твердого тіла» (Прикарпатський національний університет імені Василя Стефаника, м. Івано-Франківськ) та «Фізико-хімічна механіка матеріалів» (Фізико-механічний інститут ім. Г. В. Карпенка НАН України, м. Львів); редактор спеціального випуску «Journal of Alloys and Compounds» (2004); голова організаційних комітетів Міжнародної конференції з кристалохімії інтерметалічних сполук (з 2002), Міжнародної конференції «Сучасні тенденції навчання хімії», Школи молодих науковців «Дифракційні методи …», Всеукраїнського конкурсу юних дослідників «Кристали»; представник України в Міжнародній спілці кристалографів (IUCr) та Європейській кристалографічній асоціації (ECA); дійсний член і член Президії Наукового товариства імені Шевченка; президент Львівської обласної Малої академії наук учнівської молоді; почесний амбасадор Львова . Співзасновник українсько-шведської Науково-консультаційної компанії «Структура-властивості» (2001).

## Нагороди
- Медаль АН УРСР за найкращу студентську роботу (1981)
- Лауреат Державної премії України в галузі науки і техніки (2008) [6]
- Лауреат Премії Національної академії наук України імені Л. В. Писаржевського (2024)[7]
- Відзнаки Міжнародного центру дифракційних даних(ICDD, США, 2008—2024)
- Відзнака НАН України «За наукові досягнення» (2018)
- Відзнака НАН України «За підготовку наукової зміни» (2023)
- Заслужений діяч науки і техніки України (2019) — за значний особистий внесок у державне будівництво, зміцнення національної безпеки, соціально-економічний, науково-технічний, культурно-освітній розвиток Української держави, вагомі трудові досягнення, багаторічну сумлінну працю[8]
- Заслужений професор Львівського університету (2019)[9]
- Почесне звання «Шляхетна львівська родина»[10] — за вагомий внесок кількох поколінь родини у розвиток наукового і культурного середовища Галичини (2018)

## Вибрані публікації
- E. Parthé, L. Gelato, B. Chabot, M. Penzo, K. Cenzual, R. Gladyshevskii. TYPIX Standardized Data and Crystal Chemical Characterization of Inorganic Structure Types. Gmelin Handbook of Inorganic and Organometallic Chemistry. Berlin: Springer-Verlag, 1993, 1994, Vol. 1-4, 1596 p.
- R.E. Gladyshevskii, K. Cenzual. Crystal Structures of Classical Superconductors. In: Handbook of Superconductivity, Ed. Ch.P. Poole, Jr. San Diego: Academic Press, 2000, Ch. 6, p. 109—250.
- R.E. Gladyshevskii, Ph. Galez. Crystal Structures of High-Tc Superconducting Cuprates. In: Handbook of Superconductivity, Ed. Ch.P. Poole, Jr. San Diego: Academic Press, 2000, Ch. 8, p. 267—431.
- R. Gladyshevskii. X-ray Studies: Chemical Crystallography. In: Handbook of Superconducting Materials. Eds. D.A. Cardwell, D.A. Ginley. Bristol: Institute of Physics Publishing, 2003, p. 1081—1099.
- J. Daams, R. Gladyshevskii, O. Shcherban, V. Dubenskyy, V. Kuprysyuk, N. Melnichenko-Koblyuk, O. Pavlyuk, I. Savysyuk, S. Stoyko, L. Sysa, R. Zaremba. Crystal Structures of Inorganic Compounds. Landolt-Börnstein III/43 (A: Structure Types, Part 1-11: Space Groups (230) Ia-3d – (123) P4/mmm), Eds. P. Villars, K. Cenzual. Berlin: Springer-Verlag, 2004—2012, 5688 p.
- P. Villars, K. Cenzual, R. Gladyshevskii. Handbook of Inorganic Substances. Berlin: Walter de Gruyter, 2013—2017, 1955 p.
- P. Villars, K. Cenzual, R. Gladyshevskii, S. Iwata. Pauling File: Towards a Holistic View. Materials Informatics: Methods, Tools, and Applications. Eds. O. Isayev, A. Tropsha, S. Curtarolo. Weinheim: Wiley-VCH. 2019. p. 55-106.
- Л. Аксельруд, Р. Гладишевський. Симетрія 5D/6D модульованих структур. Львів: Видавництво Львівського національного університету імені Івана Франка, 2020, 2021, 2691 с.
- R.E. Gladyshevskii. Methods to Determine Crystal Structures. Textbook. Lviv: Publishing Center of Ivan Franko National University of Lviv, 2007—2015, 135 p.
- Р. Є. Гладишевський, С. Я. Пукас. Прикладна кристалохімія. Практикум. Львів: Видавництво Львівського національного університету імені Івана Франка, 2022, 126 с.

## Літературні джерела
- Бодак О. І., Гладишевський Є. І. До 100-річчя кафедри неорганічної хімії (історія і сучасність). Вісник Львівського університету. Серія хімічна, 1995, Вип. 34, С. 31-67.
- Каличак Я. М., Гладишевський Є. І. Хімічний факультет Львівського національного університету імені Івана Франка. Львів: ЛНУ ім. Івана Франка, 2005, 150 с.
- Гладишевський Є., Пукас С. Львівська наукова кристалохімічна школа. До 50-річчя заснування. Праці НТШ, 2005, Т. XV, С. 152—163.
- Енциклопедія Сучасної України. Київ: ВАТ «Поліграфкнига», 2006, Т. 5.
- Львівщина та львів'яни. Енциклопедично-біографічний довідник. Львів: Віка, 2006, Вип. 2.
- ENCYCLOPEDIA. Львівський національний університет імені Івана Франка. Львів: ЛНУ ім. Івана Франка, 2011, Т. 1.
- Вчені Академії наук вищої освіти України ХХ років. Київ: Дніпро, 2011.
- Гладишевський Р. Кристалохімія. Наука західного регіону України (1990—2010). Львів: ПАІС, 2011, С. 288—297.
- Гладишевський Р. Кафедра неорганічної хімії. Львівська наукова кристалохімічна школа. Жива книга історій успіху випускників хімічного факультету Львівського національного університету імені Івана Франка. Ювілейна книга. Упорядник Г. С. Дмитрів. Львів: Видавництво «Від А до Я». 2020. С. 10-16.